# Diaghilev (cheval)
Pour les articles homonymes, voir Diaghilev.
Diaghilev (né le 21 mai 2003) est un cheval hongre de robe baie, inscrit au stud-book du Sport Horse Breeding of Great Britain (SHBGB), monté en saut d'obstacles par la cavalière britannique Anna Power, puis par l'Irlandais Billy Twomey. 

## Histoire

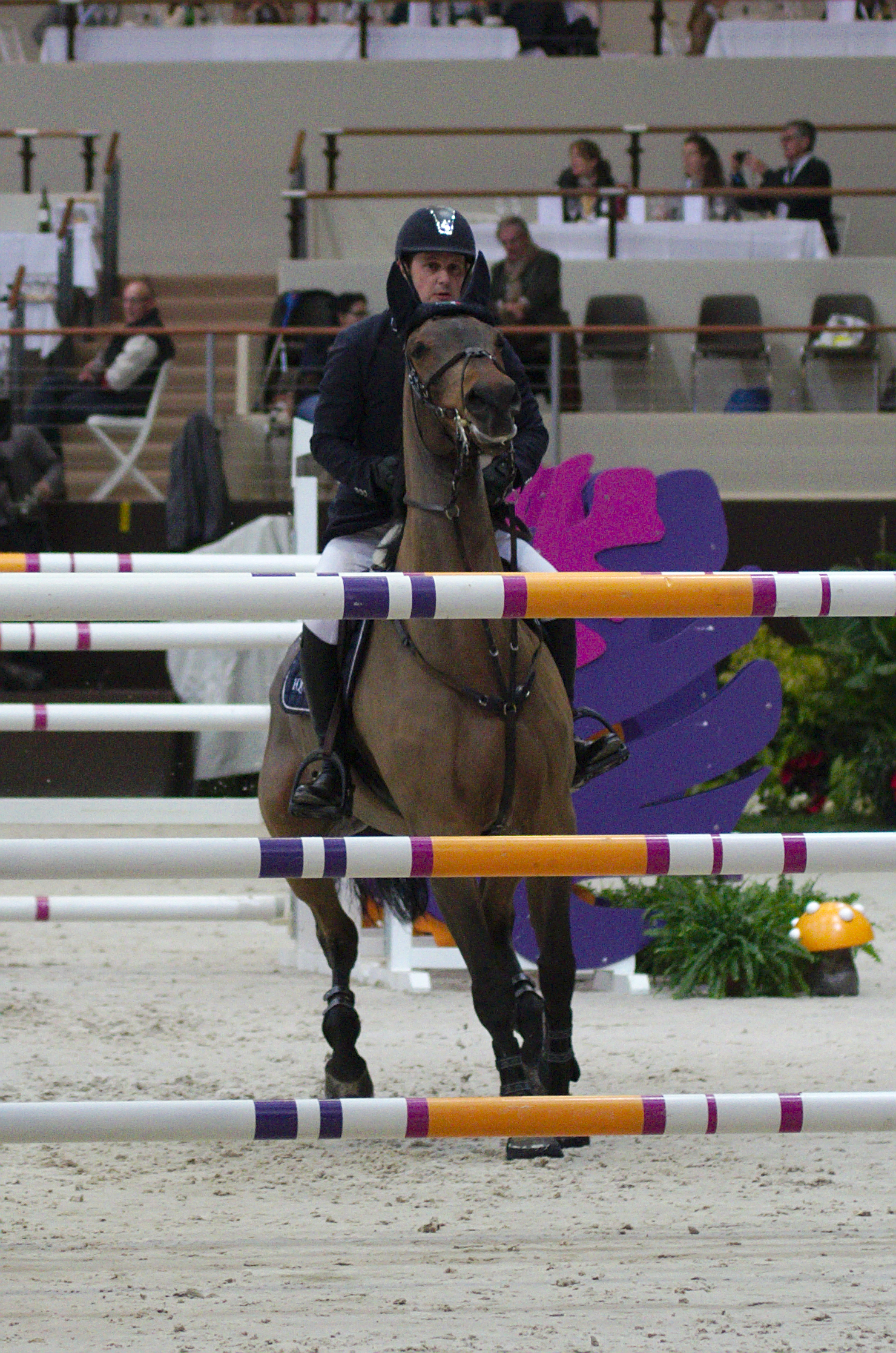
Diaghilev monté par Billy Twomey au concours hippique international de Genève en 2014.

Il naît le 21 mai 2003 à l'élevage de M. C. T . Payne, à Wotton-under-Edge en Angleterre. Il accède aux compétitions de haut niveau durant l'été 2012. Début 2013, il est remarqué par Billy Twomey, qui le monte depuis. Il est la propriété de Terry et Judith Payne, qui sont aussi ses éleveurs,. Il remporte le Grand Prix du CSI4* de Liverpool en 2016 et 2017,, et le Grand Prix de La Corogne en décembre 2016.

## Description
Diaghilev est un hongre de robe bai foncée, inscrit au stud-book du Sport Horse Breeding of Great Britain. Il toise 1,68 m. Il est particulièrement polyvalent,.

## Palmarès
Il remporte de nombreux Grands Prix au cours de sa carrière. Il est 178e du classement mondial des chevaux d'obstacle établi par la WBFSH en octobre 2013, puis 445e en octobre 2014. Twomey et Diaghilev ont été sacrés meilleurs compétiteurs d'Irlande en saut d'obstacles pour l'année 2015. 
L'année 2016 est particulièrement fructueuse.
- Décembre 2016 : vainqueur du Grand Prix du CSI5* de La Corogne[5].
- Mai 2017 : vainqueur du CSI4* de Hambourg, à 1,45 m[1]
- Juin 2017 : 3e du Derby d'Al Shira'aa à Hickstead, à 1,60 m[1].
- Août 2018 : vainqueur du CSIO5* de Gijon, à 1,50 m[1].

Il a remporté le Grand Prix du CSI4* de Liverpool en 2016 et 2017 avec Billy Twomey,.

## Pedigree
Diaghilev est un fils de l'étalon Vangelis S et de la jument Courtesan, par le Trakehner Handstreich.
| Origines de Diaghilev                                | Origines de Diaghilev       | Origines de Diaghilev                       | Origines de Diaghilev      |
| ---------------------------------------------------- | --------------------------- | ------------------------------------------- | -------------------------- |
| Père Vangelis 1998 - BWP Noir pangaré, 1,73 m        | Non-Stop 1990 BWP           | Darco BWP 1980                              | Lugano van La Roche        |
| Père Vangelis 1998 - BWP Noir pangaré, 1,73 m        | Non-Stop 1990 BWP           | Darco BWP 1980                              | Ocoucha                    |
| Père Vangelis 1998 - BWP Noir pangaré, 1,73 m        | Non-Stop 1990 BWP           | Glorca van Het Schuttershof BWP 1983        | Carneval                   |
| Père Vangelis 1998 - BWP Noir pangaré, 1,73 m        | Non-Stop 1990 BWP           | Glorca van Het Schuttershof BWP 1983        | Losandra                   |
| Père Vangelis 1998 - BWP Noir pangaré, 1,73 m        | Regina S 1994 BWP           | Feinschnitt I van de Richter Hanovrien 1974 | Wendekreis                 |
| Père Vangelis 1998 - BWP Noir pangaré, 1,73 m        | Regina S 1994 BWP           | Feinschnitt I van de Richter Hanovrien 1974 | Waldfee                    |
| Père Vangelis 1998 - BWP Noir pangaré, 1,73 m        | Regina S 1994 BWP           | Heidi VH Appelsvoordehof BWP 1984           | Goldspring de Lauzelle     |
| Père Vangelis 1998 - BWP Noir pangaré, 1,73 m        | Regina S 1994 BWP           | Heidi VH Appelsvoordehof BWP 1984           | Variante van Hubertushoeve |
| Mère Courtesan Sport Horse Breeding of Great Britain | Handstreich 1983 Trakehner  | Memelruf Trakehner 1978                     | Schwalbenzug               |
| Mère Courtesan Sport Horse Breeding of Great Britain | Handstreich 1983 Trakehner  | Memelruf Trakehner 1978                     | Morava                     |
| Mère Courtesan Sport Horse Breeding of Great Britain | Handstreich 1983 Trakehner  | Handkundige Trakehner 1964                  | Impulse                    |
| Mère Courtesan Sport Horse Breeding of Great Britain | Handstreich 1983 Trakehner  | Handkundige Trakehner 1964                  | Handlinie                  |
| Mère Courtesan Sport Horse Breeding of Great Britain | Manx Princess 1987 Pur-sang | Roscoe Blake PS 1975                        | Blakeney                   |
| Mère Courtesan Sport Horse Breeding of Great Britain | Manx Princess 1987 Pur-sang | Roscoe Blake PS 1975                        | Rhodie                     |
| Mère Courtesan Sport Horse Breeding of Great Britain | Manx Princess 1987 Pur-sang | Princess Scarlet PS 1978                    | Prince Regent              |
| Mère Courtesan Sport Horse Breeding of Great Britain | Manx Princess 1987 Pur-sang | Princess Scarlet PS 1978                    | White Goddess              |